# Galeas per montes
Guerres dites Lombardes
Galeas per montes désigne (par une locution latine) l'entreprise de génie militaire, menée entre décembre 1438 et avril 1439 par la république de Venise, de déplacement d'une flotte composée de galères, de frégates et de divers bateaux de la mer Adriatique au lac de Garde, en remontant le fleuve Adige jusqu'à Rovereto, puis en transportant les navires par voie terrestre jusqu'à Torbole, les faisant enfin rejoindre la partie nord du lac. La partie la plus difficile de l'itinéraire est d'environ 20 km dans les montagnes, en passant le petit col de San Giovanni. Cette opération est mémorable et a un large écho dans toute l'Europe compte tenu de son caractère exceptionnel et des difficultés techniques et logistiques qu'elle a surmontées.

## Contexte

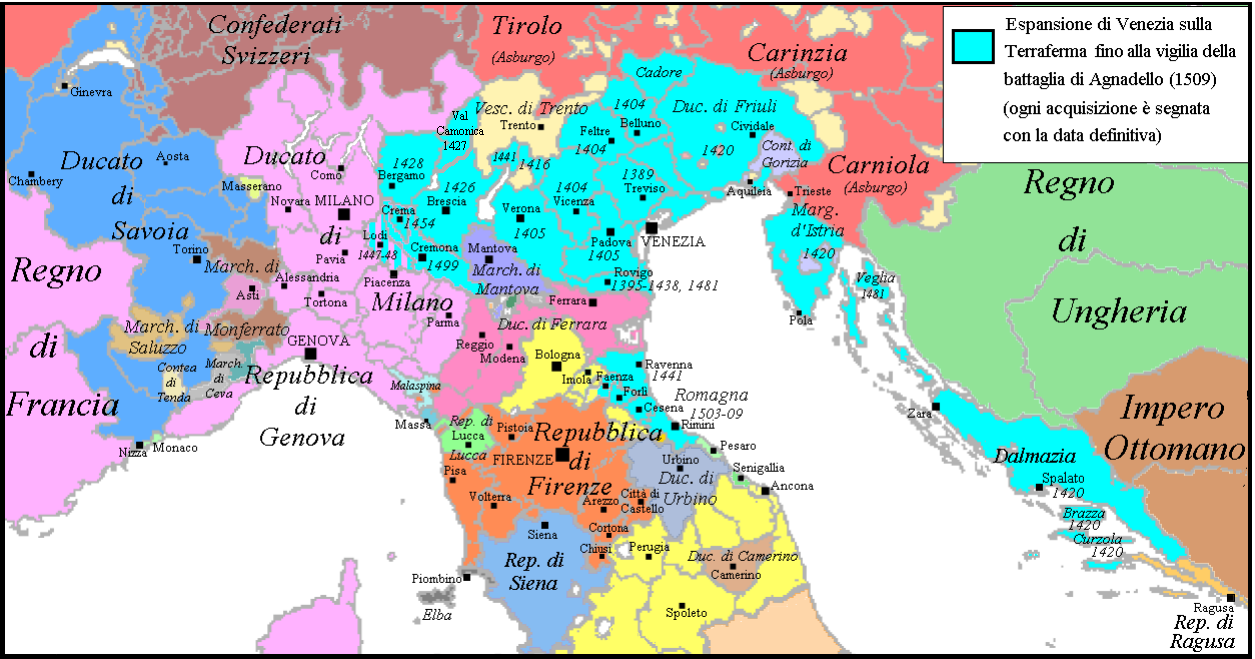
Expansion de la domination vénitienne (en bleu) vers le Domini di Terraferma, avec l'année d'acquisition des territoires.

La république de Venise, puissance de la Méditerranée, entame au XVe siècle une phase d'expansion dans les Domini di Terraferma (expression italienne signifiant « Domaines de la Terre ferme ») vénitiens et lombards par des conquêtes militaires ou des ralliements spontanés, dont celui de Brescia, afin d'approvisionner la ville lagunaire en marchandises suffisantes et de sécuriser d'importantes routes commerciales. Dans le processus, un rapport de force politique instable se développe entre trois petits États du nord de l'Italie, le duché de Milan dirigé par la famille Visconti et les républiques de Florence et de Venise.
En 1423, lorsque Philippe Marie Visconti tourne son attention vers la Romagne, qui se trouve dans la sphère d'influence de la république de Florence, les Florentins appellent Venise à l'aide. Une phase guerrière de trente ans s'ensuit, interrompue à plusieurs reprises par des accords de paix de courte durée qui ne prennent fin qu'avec la paix de Lodi en 1454 entre la république de Venise et le duc de Milan et successeur de Philippe Marie Visconti, Francesco Sforza.
Dans ces guerres dites lombardes, Venise réussit à occuper Brescia (1426) et Bergame (1428) en Lombardie.
Brescia est assiégée en 1438 par le condottiere Niccolò Piccinino, à la solde du duché de Milan. Des affrontements entre Piccinino lui-même et le chef vénitien Gattamelata ont ainsi lieu autour de Brescia en septembre ; Gattamelata est mis en fuite avec 2000 fantassins et 600 cavaliers le long du Valle Sabbia, au nord de Brescia, pourchassés par Piccinino. La tentative du comte d'Arco, qui est allié aux Visconti, de bloquer sa route ultérieure via le Mincio échoue et après plusieurs escarmouches, il réussit à remonter jusqu'au lac de Garde, à traverser le fleuve Sarca et à remonter vers Nago, faisant ainsi face au col de San Giovanni, où il comprend qu'il y a la possibilité d'obtenir de l'aide pour Brescia. Les Vénitiens atteignent la vallée de l'Adige et enfin Venise tenue par Vérone.
Piccinino a désormais le contrôle de tout le secteur sud du lac jusqu'à Mantoue et il devient donc presque impossible pour l'armée vénitienne d'apporter de l'aide à la ville assiégée depuis le sud alors que les citoyens de Brescia continuent à résister aux assiégeants.
Les rives ouest et sud du lac de Garde sont aux mains des Visconti, tout comme Riva del Garda. Venise contrôle l'estuaire de la Sarca, Torbole et la rive est du lac, mais contrairement à Milan, elle n'a pas de flotte navale sur le lac. Le seul accès navigable, le Mincio, par lequel une flotte aurait pu atteindre le lac depuis l'Adriatique et via le Pô, est sous contrôle milanais, qui bloque également cet accès avec le Ponte Visconteo à Valeggio sul Mincio.
En novembre 1438, Gattamelata est nommé commandant suprême des troupes vénitiennes pour sa retraite réussie. Au même moment, le sénat de la ville réfléchit à la manière de venir en aide aux assiégés de Brescia. Le lac de Garde, qui assure une liaison directe avec Brescia via les vallées de Ledro, Chiese et Sabbia est considéré comme une voie appropriée pour acheminer des troupes et du ravitaillement.
Des documents indiquent que le 1er décembre 1438, le Sénat vénitien décide donc de s'appuyer sur la proposition formulée par Blasio de Arboribus, ou peut-être Niccolò Carcavilla, et par Niccolò Sorbolo, un officier de marine vénitien de Candie, aujourd'hui la Crète, qui prévoit de traverser le fleuve Adige, d'entrer dans son embouchure et de le remonter au sud de Rovereto jusqu'à Mori, où la flotte serait mise à sec, puis transportée le long des routes alpines qui montent du Monte Baldo au lac de Loppio, pour passer le col de San Giovanni et descendre au port de Torbole en empruntant un chemin muletier pour rejoindre le lac de Garde,. Le projet est placé sous la tutelle de Gattamelata.

## Les faits

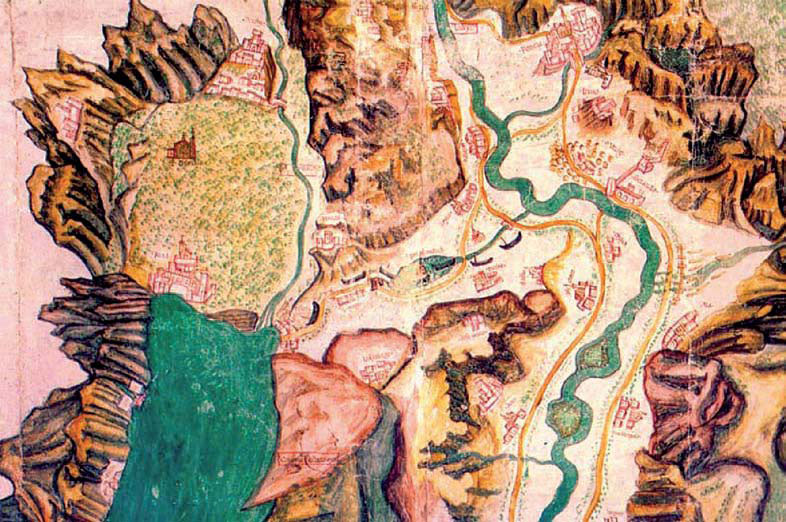
Carte de l'itinéraire emprunté entre Rovereto et Torbole.

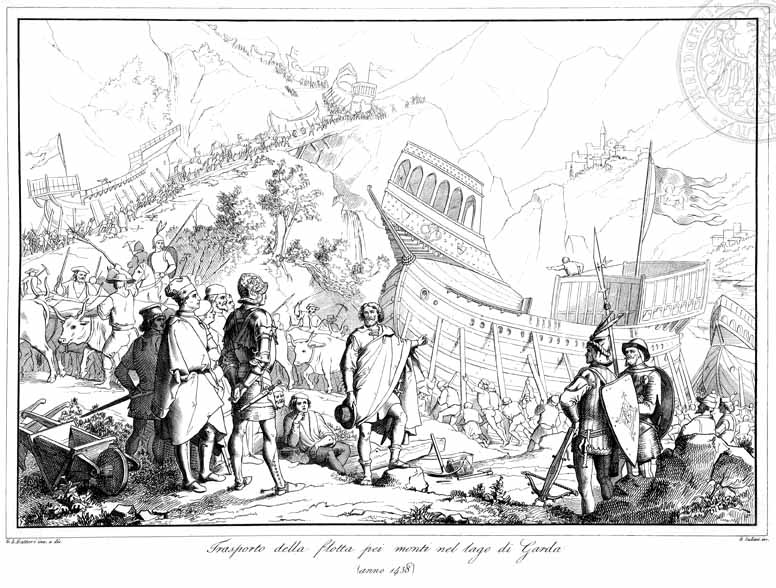
Giuseppe Lorenzo Gatteri, Transport de la flotte vénitienne vers le col de San Giovanni, 1852.

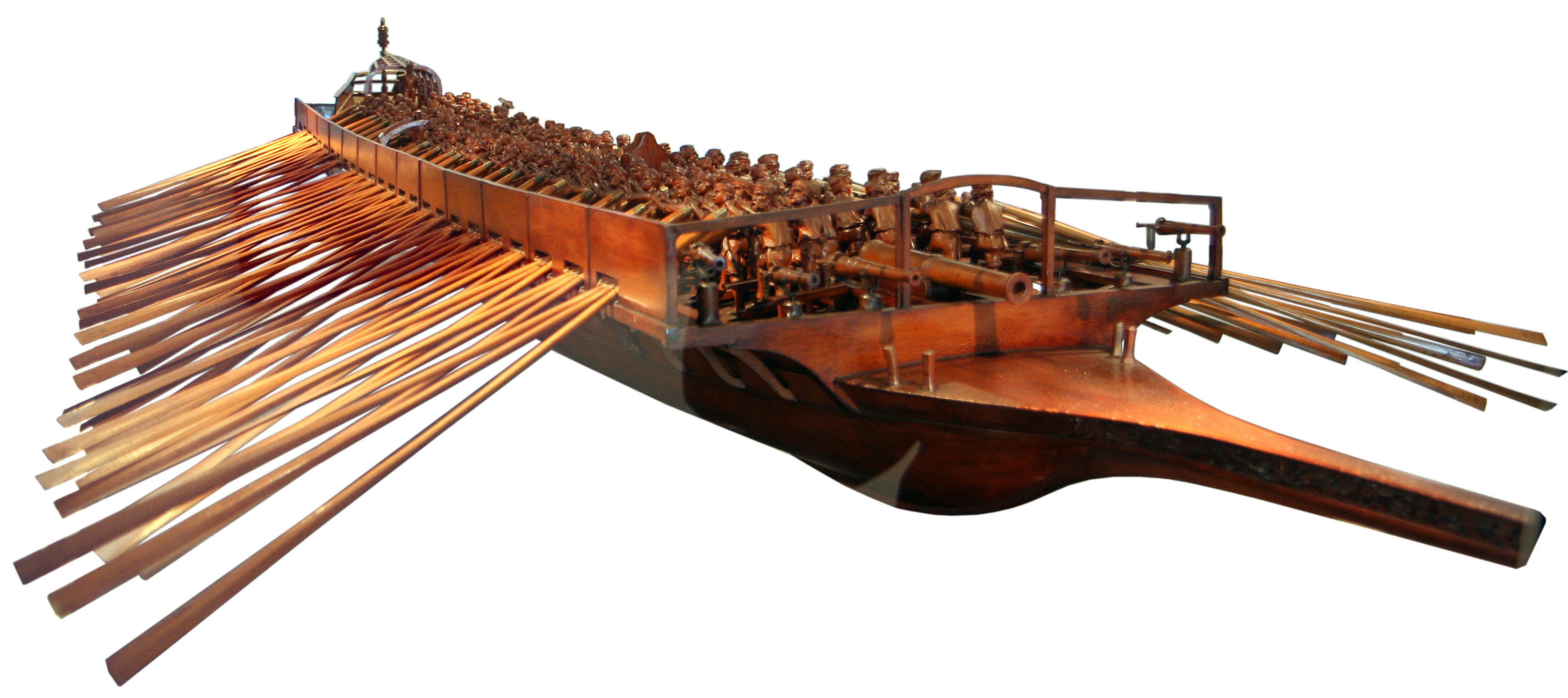
Modèle de galère vénitienne, musée d'histoire navale de Venise.

La flotte appareille en décembre de Venise, entre dans l'embouchure de l'Adige près de Sottomarina di Chioggia, remontant le fleuve jusqu'à Vérone qu'elle atteint le 3 janvier. La première galère est suivie par d'autres navires jusqu'en février. Dans le port fluvial de la ville, des flotteurs sont installés sur les bateaux pour réduire le tirant d'eau et continuer le voyage, car le fleuve est bas. Sous l'impulsion des défenseurs piégés à Brescia, qui manquent de tout, le Sénat ordonne la construction d'une galère supplémentaire à Vérone. La route continue à travers la cluse de Vérone jusqu'au village de Marco, situé juste au sud de Rovereto. La flotte arrive finalement à Mori entre février et mars.
Il n'y a pas de chiffres cohérents sur la taille de la flotte et le nombre exact de navires. Il devait y avoir plusieurs galères et un grand nombre de petits bateaux. Les informations varient entre un maximum de six galères et 25 bateaux et au moins deux grandes frégates, trois petites galères et 25 bateaux,,.
À ce stade, la flotte est tirée à terre au moyen de machines spécialement inventées ; puis la route sur laquelle les bateaux seront remorqués est nivelée avec l'aide de centaines de travailleurs, dont des excavateurs, des charpentiers, des menuisiers, des marins, des rameurs de navires et des agriculteurs de la région. À cette fin, deux mille bœufs réquisitionnés à proximité sont utilisés, qui sont répartis car jusqu'à 120 paires sont nécessaires pour les plus gros navires,.
Alors que les plus petits bateaux sont chargés directement sur des charrettes et tirés par des attelages, des rondins sont disposés sur la route pour déplacer les galères. Le premier tronçon en légère montée vers le lac de Loppio mesure environ sept kilomètres avec 70 mètres de dénivelé. Une fois au lac, les galères et les barques sont remises à l'eau, des barques sont attelées aux galères et les tirent sur l'autre rive en contrebas du col de San Giovanni. La montée difficile et raide vers le col, en partie encastrée entre de gros rochers, dont certains doivent être renversés, se fait à l'aide de treuils et en hissant les voiles. De cette manière, il est possible de monter trois galères dans le col en deux jours. Au cours de l'ascension, les obstacles naturels sont nivelés, la végétation coupée et des maisons démolies, des ponts sont créés et des travaux d'infrastructure entrepris,.
La descente abrupte du col vers Nago, et surtout Torbole, est encore plus difficile en raison de la tendance des navires à accélérer vers le bas et à heurter les rochers. Le seul passage est la petite vallée de Santa Lucia en dessous de Castel Penede, qui est la seule route de Nago à Torbole à l'époque. Il faut démolir les coins des maisons à Nago. On tente alors de retenir les navires au moyen de grosses cordes qui fixent leurs mâts à de gros rochers, régulant ainsi le glissement au moyen de quelques treuils. Pour ralentir encore la course, il est brillamment décidé de profiter de l'ora del Garda, un vent fort qui souffle du sud l'après-midi, déployant les voiles afin « d'alléger » le poids des navires. En mars 1439, trois mois après avoir quitté Venise et 18 jours après que la flotte eut atteint l'Adige près de Mori, les premiers bateaux sont mis à l'eau près de Torbole. Pendant le transport terrestre, les cavaliers patrouillent constamment dans la zone pour éviter d'être surpris par les raids ennemis.
L'opération complexe dure deux semaines et coûte à la république de Venise la somme considérable de 15 000 ducats, mais permet à la flotte vénitienne de mettre les voiles depuis les côtes de Torbole, non loin de Riva del Garda ; cet exploit devient célèbre dans toute l'Europe.

## Epilogue

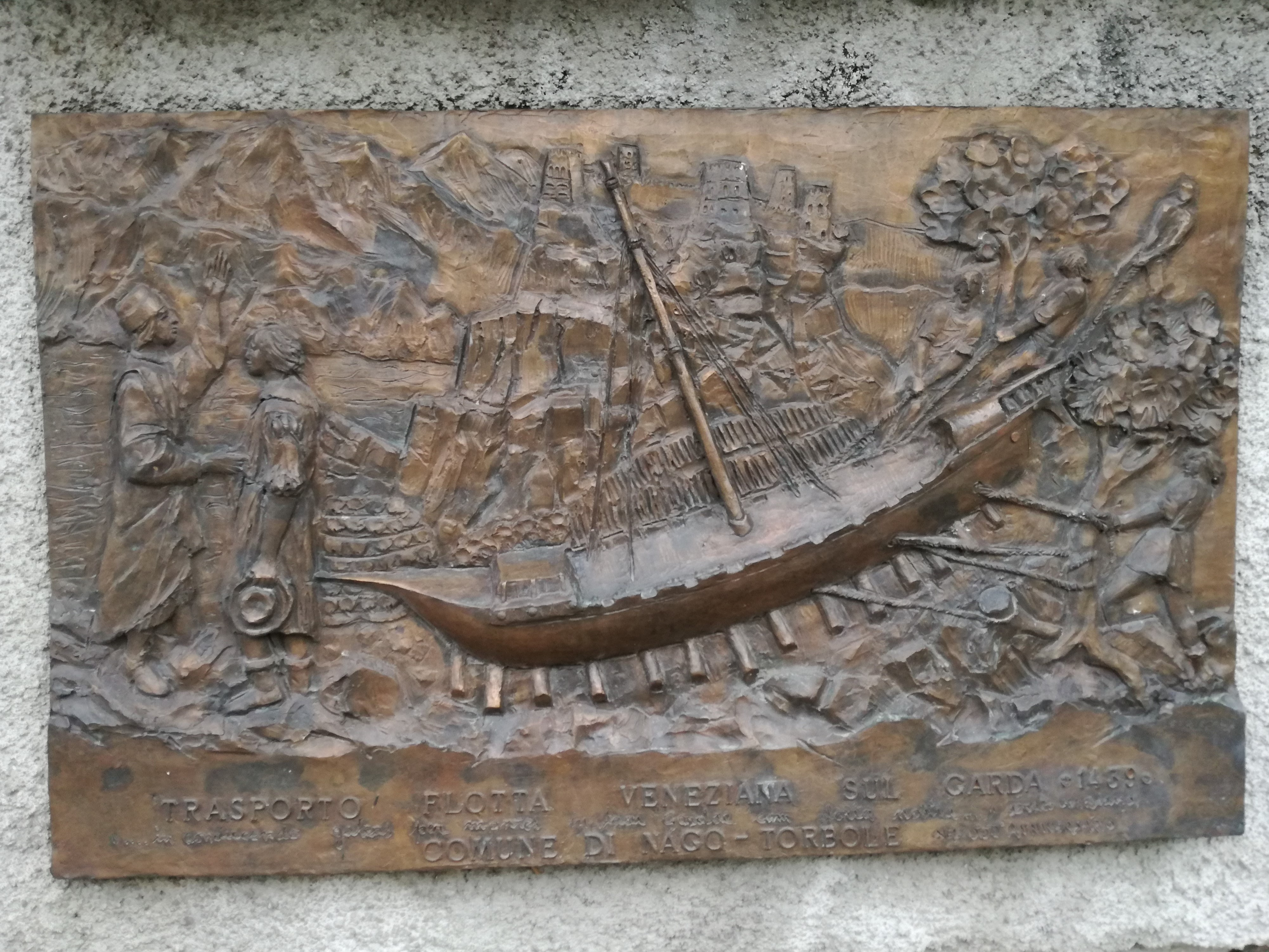
Plaque commémorative de la descente de la flotte à travers la vallée de Santa Lucia vers Torbole.

Grâce à la présence de la flotte vénitienne sur le lac, il devient possible d'apporter des vivres et des armes à Brescia ; cependant cette opération se heurte à l'opposition de la marine du duché de Milan. La flotte, si laborieusement tirée par les montagnes, est immédiatement engagée dans une première bataille au large de Riva del Garda, contrôlée par les Milanais, mais sans qu'une victoire soit acquise. Deux batailles navales ont lieu les 12 avril et 26 septembre 1439 au large de Maderno qui voient toutes deux la défaite de la flotte vénitienne ; la plupart des navires vénitiens sont perdus. En novembre, Piccinino réussit même à conquérir Vérone pendant quelques semaines, mais est bientôt expulsé par Gattamelata et Francesco Sforza.
Cependant, cette défaite ne conduit pas Venise à abandonner son plan initial. Plutôt que d'amener une deuxième flotte sur le lac, elle décide de la construire directement à Torbole. Pour ce faire, le matériel, en partie préfabriqué, est ramené de l'Adige à Torbole à l'aide de 600 animaux de trait.
Ce n'est qu'en 1440 que la Sérénissime réussit à reprendre tout le lac de Garde qui est placé sous son contrôle et à libérer Brescia du long siège milanais. La bataille navale qui a lieu en avril est fondamentale, où la flotte vénitienne, commandée par Stefano Contarini, s'affronte avec la flotte milanaise au large du Ponale : cette fois Venise réussit à acquérir une victoire importante, écrasant la flotte milanaise au large de Riva del Garda, ce qui lui permet d'avoir la domination complète de eaux,,,.

## Postérité
La première description écrite de l'entreprise est celle de Marcus Antonius Coccius Sabellicus, quelque 40 ans après, qui s'est rendu sur place et a probablement aussi parlé à des témoins oculaires.
La dernière bataille navale victorieuse de Riva en avril 1440 est représentée plus d'un siècle plus tard par Le Tintoret sur le plafond de la Sala del Maggior Consiglio du palais des Doges à Venise.
Galeas per montes est présenté sous forme de musée dans le château Scaliger de Malcesine.

## Dans la culture populaire
Une histoire Disney inspirée de ce fait historique, Paperin de la Ventura, a été publiée dans l'hebdomadaire Mickey Mouse en 1983.